# (5637) Gyas
(5637) Gyas (1988 RF1) – planetoida z grupy trojańczyków okrążająca Słońce w ciągu 11,58 lat w średniej odległości 5,12 j.a. Odkryta 10 września 1988 roku.